# Filip Nerius Krakovský z Kolovrat
Filip Nerius (Neri) hrabě Krakowský z Kolowrat (německy Philipp Nerius von Kolowrat-Krakowsky; křtěn 26. března 1686 Praha – 28. března 1773 Praha) byl český šlechtic ze starobylého rodu Kolowratů a dlouholetý nejvyšší purkrabí Českého království. Proslul jako zakladatel Ústavu šlechtičen na Pražském hradě (1755). Stal se držitelem Řádu zlatého rouna. Byl mladším bratrem nejvyššího kancléře Viléma Albrechta Krakovského z Kolovrat (1678–1738).

## Kariéra
Narodil se jako pátý syn a sedmý z jedenácti potomků Jana Františka hraběte Krakowského z Kolowrat (1650–1723) a jeho manželky (sňatek 22. července 1675) Eleonory Claudie hraběnky d’Anquisola (1654–1691).
Od mládí působil ve dvorských a státních službách, dosáhl čestných titulů c. k. komořího a skutečného tajného rady. V letech 1732–1748 byl správcem úřadu nejvyššího mincmistra Českého království a viceprezidentem české komory, do těchto funkcí jej jmenoval císař Karel VI. Mimo jiné měl tehdy na starosti spor mezi věřiteli a Karlem Kajetánem hrabětem z Buquoy. Hrabě Kolowrat byl také svědkem politické krize, když byl Karel Albrecht Bavorský prohlášen českým králem.
Vrcholu kariéry dosáhl za vlády císařovny Marie Terezie, kdy byl nejprve nejvyšším zemským sudím (9. 2. 1747–1748) a nakonec bezmála čtvrtstoletí nejvyšším purkrabím Českého království (17. 10. 1748–1771). Z titulu této funkce byl od roku 1763 zároveň prezidentem českého zemského gubernia zřízeného v rámci reformy státní správy. Díky tomu se stal také patronem řady pražských kostelů, o něž se patřičně staral. V roce 1752 daroval kostelu v Košířích 100 zlatých, v roce 1754 povolil přelít zvon v kostele sv. Petra a Pavla v Budči, u tohoto kostela ustanovil o sedm let později administrátora. 
Jako český nejvyšší purkrabí stál u vzniku Ústavu šlechtičen, zřízeného v roce 1755 na Pražském hradě. Jako hospodářské zázemí bylo Ústavu věnováno panství Karlštejn a Filip Nerius Krakowský z Kolowrat se stal spolu s Václavem Netolickým z Eisenberka jeho správcem. Díky nim také v této době proběhly dílčí úpravy na hradě Karlštejn, došlo například k vybavení kaplí.
Během válek o rakouské dědictví se hrabě Filip Nerius musel potýkat s francouzskými vojsky. Francouzi jej dokonce zajali, spolu s ostatními rukojmími jej však v Chebu propustili.
Marie Terezie se nechala hrabětem Filipem Neriem zastupovat při osmistých oslavách v Proseku. Hrabě Kolowrat předal královniny dary, kasuli, dalmatiku a pluviál.

### Vyznamenání
Za zásluhy své i v návaznosti na smrt dvou synů, kteří padli za sedmileté války, obdržel 29. listopadu 1759 od císaře Františka I. Řád zlatého rouna.

## Rozšiřování majetku
Z manželství svých rodičů byl až pátým mužským potomkem v pořadí, proto také původně nezdědil žádný majetek, teprve po smrti dvou bezdětných starších bratrů se stal uživatelem peněžního fideikomisu. Až později v nejvyšších zemských úřadech začal budovat pozemkové vlastnictví pro své početné potomstvo. V roce 1748 zakoupil od Antonie hraběnky Czerninové z Chudenic panství Světlá nad Sázavou se 17 vesnicemi. V roce 1752 získal od císařovny Marie Terezie Habsburské privilegium na broušení českých granátů na tomto panství, proto ještě v tomtéž roce založil vůbec první brusírnu českých granátů v zemi. Díky tomu mnoho lidí na světelském panství nalezlo obživu. Ke Světlé později v roce 1766 přikoupil Golčův Jeníkov a Hostačov, kam nakonec přesídlil. V Jeníkově nechal postavit roku 1769 budovu pro státní továrnu na tabák. Tato budova nesla označení „Starý zámek“.
Mezitím v letech 1755–1764 vlastnil statek Hlaváčova Lhota u Kouřimi, kde nechal postavit dnes již neexistující zámek s rozsáhlým parkem. Na Kolínsku pak dočasně rodový majetek rozšířil statek Radovesnice, zakoupený v roce 1759. Také zde proběhly úpravy zámku v barokním stylu, Filip jej však přenechal synu Leopoldovi, který Radovesnice vzápětí prodal (1765).
Jeho oblíbeným sídlem se stal zámek Filipov poblíž Čáslavi. Původní dvůr Šintlochy koupil v roce 1760 od žďárského kláštera, prosadil změnu názvu podle svého jména a nechal postavit zámek, který byl dokončen až po jeho smrti.
V polovině 18. století pak koupil ještě dům „U Otčenáše“ (čp. 349–III) ve Vlašské ulici 15 v Praze.

## Rodina
Od roku 1725 byl ženatý s Annou Barborou hraběnkou Michnovou z Vacínova (2. září 1707 – 24. únor 1772, pohřbena v Praze), dcerou Martina Viléma Michny z Vacínova a Arnoštky (Ernestiny) z Bissingenu. Sňatkem získal část panství Bílence s Hořeticemi, Rabštejn nad Střelou a Žiželicemi na Chomutovsku, tento majetek byl ale v roce 1738 prodán Auerspergům.
Z jejich manželství se narodilo deset dětí:
- 1. Anna Josefa (29. 12. 1725 Praha – 10. 8. 1790)
  - ⚭ (1746) hrabě Jan Nepomuk I. ze Šternberka (11. 7. 1713 – 22. 8. 1798 Praha), c. k. komoří, tajný rada a nejvyšší podkomoří králové v Čechách (1771–1798)
- 2. Leopold Vilém (31. 12. 1727 Praha – 2. 11. 1809 Vídeň), pokračovatel rodu, c. k. komoří, tajný rada, prezident dvorské komory (1772–1782), nejvyšší kancléř česko-rakouský (1782–1796) a státní konferenční ministr a ministr vnitřních záležitostí (1796–1808)
  - ⚭ I. (1750) Marie Terezie del Caretto di Millesimo (8. 6. 1729 – 9. 2. 1769)
  - ⚭ II. (1769) Marie Terezie z Khevenhüller-Metsch (4. 1. 1741 Vídeň – 27. 11. 1805 Vídeň)
- 3. Marie Terezie (6. 4. 1730 Praha – 7. 4. 1791 Vídeň)
  - ⚭ (1752) hrabě Adam František z Hartigu (25. 3. 1724 Praha – 15. 11. 1783 Augsburg), vyslanec Českého království u říšského sněmu v Řezně (1764–1774)
- 4. Filip (10. 9. 1732 Praha – 18. 6. 1757), svobodný a bezdětný
- 5. Jáchym (14. 4. 1734 Praha – 18. 4. 1756), c. k. komoří a apelační rada, svobodný a bezdětný
- 6. Antonie (6. 1. 1736 Praha – 18. 2. 1799)
  - ⚭ (1773) hrabě Vojtěch Václav z Klebelsbergu (3. 11. 1738 Libořice – 20. 1. 1812 Praha), c. k. komoří, tajný rada, hejtman Nového Města Pražského (1769–1791), nejvyšší komorník Českého království (1791–1803) a nejvyšší maršálek Českého království (1803–1812)
- 7. Johana Arnoštka (27. 5. 1737 Praha – 24. 3. 1792), jeptiška
- 8. František Xaver Josef (5. 1. 1740 Praha – 1757), rytíř Maltézského řádu
- 9. Kajetán (14. 1. 1742 Praha – 26. 1. 1742 Praha)
- 10. Marie Kateřina (2. 11. 1747 Praha – 16. 6. 1812)
  - ⚭ (1768) hrabě František Josef II. Liebsteinský z Kolowrat (17. 12. 1747 Rožďalovice – 28. 9. 1825 Vídeň)

Manželé Krakowští z Kolowrat zemřeli během třinácti měsíců a oba byli pohřbeni v barnabitském kostele sv. Benedikta v Praze na Hradčanech, kde se dodnes zachoval jejich náhrobek.[zdroj?]